# DAME×PRINCE
DAME×PRINCE(다메×프린스)는 NHN PlayArt에 발매한 모바일 장치 전용의 연애 시뮬레이션 게임이다.